# Chad Allen (skådespelare)
Chad Allen, född 5 juni 1974, är en amerikansk skådespelare. 
Allen växte upp i Kalifornien i en katolsk familj av främst italiensk härkomst. Han började sin karriär som barnskådespelare. Han fick sin första Young Artist Award-nominering 1985 för en gästroll i TV-serien Airwolf och spelade 1983-1988 den autistiske pojken Tommy Westphall i St. Elsewhere. han syntes sedan i Our House, My Two Dads och Doktor Quinn.Han belönades med två Young Artist Awards 1989.
Allen outades som homosexuell i skvallertidningen Globe 1996 och har sedan kommit att bli HBT-aktivist. 2005 spelade han den homosexuelle detektiven Donald Stachey i filmen Third Man Out, som fått flera uppföljare. Han spelade den kristne missionären Nate Saint i den verklighetsbaserade Spjutets härskare (2006) vilket mötte protester från vissa konservativa kristna. År 2007 producerade han och spelade huvudrollen i Save Me om en homosexuell man som hamnar i en ex-gay-behandling för att försöka bota hans böjelser.
År 2009 tilldelades han GLAAD Media Award från GLAAD (Gay & Lesbian Alliance Against Defamation). I sitt tacktal noterade han att det var på dagen fyra år sedan han träffat sin partner, Jeremy Glazer.